# Papa Pio XII
Pio XII (em italiano: Pio XII; em latim: Pius PP. XII), nascido Eugenio Maria Giuseppe Giovanni Pacelli; (Roma, 2 de março de 1876 – Castelgandolfo, 9 de outubro de 1958), foi Papa da Igreja Católica e Soberano da Cidade do Vaticano de 2 de março de 1939 até a sua morte em 1958, conhecido, dentre outras coisas, por ter exercido seu ministério papal durante a Segunda Guerra Mundial.
Foi o único Papa do século XX a exercer o Magistério Extraordinário da infalibilidade papal — invocado por Pio IX — quando definiu o dogma da Assunção de Maria, em 1950, na sua encíclica Munificentissimus Deus. Ao todo, criou 57 cardeais em dois consistórios.

## Biografia

### Início

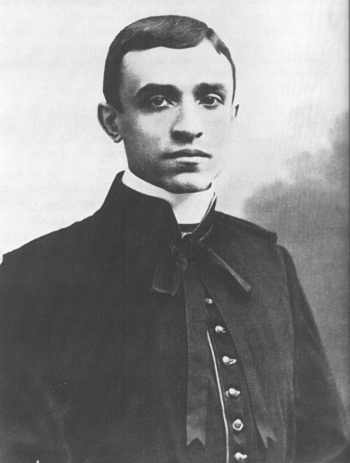
Pacelli no dia da sua ordenação presbiteral

Pacelli, primogênito de família da nobreza italiana, era neto de Marcantonio Pacelli, que foi subsecretário do Ministério das Finanças Papais e foi secretário do Interior sob o pontificado de Pio IX a partir de 1851 a 1870 e foi o fundador do jornal oficial do Vaticano, L'Osservatore Romano, em 1861. Seu pai, Filippo Pacelli (1837-1916), é advogado da Rota Romana e depois advogado consistorial, mostra-se desfavorável à integração entre os Estados Papais e o Reino da Itália. Sua mãe, Virgínia Graziozi (1844-1920) vem de uma família distinguida pelos seus serviços prestados à Santa Sé. Finalmente, seu irmão, Francesco Pacelli, médico e advogado, doutor em direito canónico para a Santa Sé, será um dos negociadores dos acordos Latrão, em 1929.
Eugenio Pacelli foi educado no Liceu Visconti, uma instituição pública. Em 1894 começou a estudar teologia na Universidade Gregoriana, como pensionista do Colégio Capranica. A partir de 1895 a 1896, faz um ano de filosofia na Universidade La Sapienza de Roma. Em 1899, ingressa no Instituto Apollinare da Pontifícia Universidade Lateranense, onde obteve três licenças, uma de teologia e outro em utroque jure (em "dois direitos", isto é, direito civil e direito canônico). No seminário, por motivos de saúde é autorizado a pernoitar na casa dos pais. Iniciou os seus trabalhos apostólicos na igreja de Santa Maria Vallicella integrando um grupo de jovens. Foi ordenado sacerdote em 2 de abril de 1899 pelo bispo Monsenhor Francesco di Paola Cassetta, um amigo da família.

### Serviço na Cúria

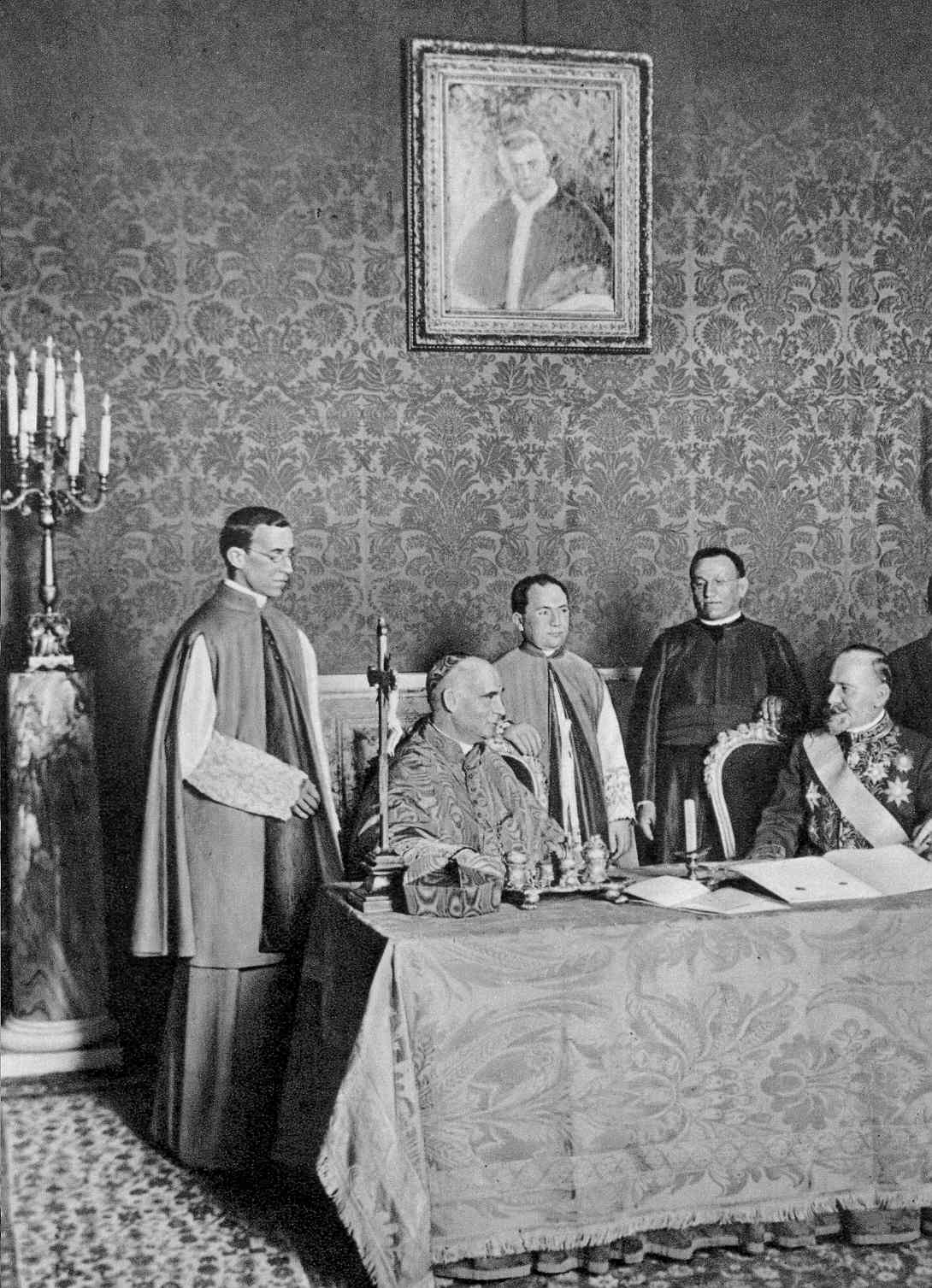
Pacelli, o Cardeal Secretário de Estado Rafael Merry del Val e o Cardeal Nicola Canali com representantes sérvios por ocasião da assinatura da concordata, sob o quadro do Papa Pio X, em 1914.

Depois de dois anos como cura da Chiesa Nuova, onde fora sacristão, em 1901, ingressou na Congregação dos Assuntos Eclesiásticos Extraordinários, responsável pelas relações internacionais do Vaticano, por recomendação do cardeal Vicenzo Vannutelli. Pacelli assistiu o conclave de 1903, quando vê um Imperador, Francisco José I da Áustria, opor pela última vez um "veto" à eleição de um cardeal a papa, seria contra o Cardeal Rampolla.
Em 1904, foi nomeado pelo Cardeal Pietro Gasparri secretário da Comissão para a codificação do direito canônico, tornou-se também camareiro de Sua Santidade, sinal de confiança do papa. Publicou um estudo sobre "A Personalidade e territorialidade das leis, especialmente no direito canónico", em seguida, publicou um "Livro Branco" sobre "A separação entre Igreja e Estado na França". Pacelli declina do convite para lecionar em inúmeras cadeiras de Direito Canônico, bem como no "Apollinaire" e na Universidade Católica de Washington. Aceita, no entanto, ensinar na Pontifícia Academia Eclesiástica, sementeira da Cúria Romana. Em 1905, foi promovido a "prelado doméstico" de Sua Santidade.
Foi escolhido pelo Papa Leão XIII para apresentar as condolências em nome do Vaticano a Eduardo VII do Reino Unido pela morte da Rainha Vitória do Reino Unido. Em 1908 representou o Vaticano no Congresso Eucarístico Internacional em Londres onde esteve com Winston Churchill. Em 1911, representou a Santa Sé nas cerimônias de coroação de Jorge V do Reino Unido e foi nomeado Subsecretário para Assuntos Eclesiásticos Extraordinários; em 1912, foi nomeado Secretário-Adjunto e então Secretário em 1 de fevereiro de 1914, sucedendo a Gasparri que fora nomeado Secretário de Estado.
É mantido neste posto durante todo pontificado do Papa Bento XV, como secretário conclui a concordata com governo da Sérvia quatro dias antes (24 de junho de 1914) do assassinato do Arquiduque da Áustria Francisco Ferdinando em Sarajevo em seguida assume a missão de promover a política papal durante a Primeira Guerra Mundial, em particular, ela visa dissuadir a Itália para ir à guerra.
Em 1915, viaja para Viena e trabalha em colaboração com Monsenhor Scapinelli di Leguigno, então núncio apostólico em Viena, para convencer o Imperador Francisco José a ser mais paciente nas suas relações com a Itália. Desta forma, a Itália, não faria guerra contra os Impérios Centrais (Áustria-Hungria e Alemanha).

### Núncio Apostólico
“Genealogia episcopal do Papa Pio XII”

— * ... ?
- Cardeal Scipione Rebiba (1541)

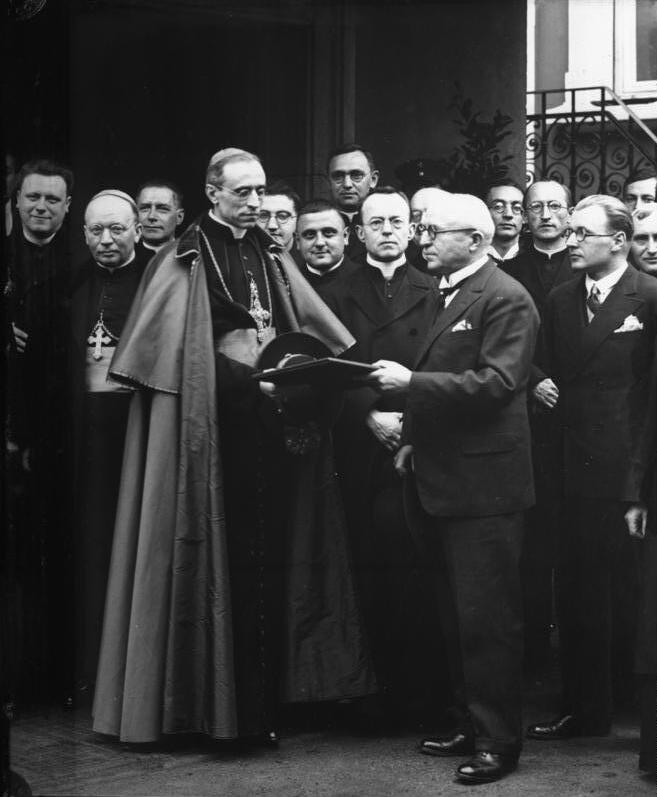
Cardeal Pacelli, núncio apostólico na Alemanha, numa cerimônia em Rüsselsheim, 1928.

- Cardeal Giulio Antonio Santoro (1566)
- Cardeal Girolamo Bernerio, O.P. (1586)
- Arcebispo Galeazzo Sanvitale † (1604)
- Cardeal Ludovico Ludovisi † (1621)
- Cardeal Luigi Caetani † (1622)
- Cardeal Ulderico Carpegna † (1630)
- Cardeal Paluzzo Altieri † (1666)
- Papa Bento XIII, O.P. † (1675)
- Papa Bento XIV † (1724)
- Papa Clemente XIII † (1743)
- Cardeal Marcantonio Colonna † (1762)
- Cardeal Hyacinthe Sigismond Gerdil, B. † (1777)
- Cardeal Giulio Maria della Somaglia † (1788)
- Cardeal Carlo Odescalchi † (1823)
- Cardeal Costantino Patrizi Naro † (1828)
- Cardeal Lucido Parocchi † (1871)
- Papa Pio X † (1884)
- Papa Bento XV † (1907)
- Papa Pio XII (Eugênio Pacelli) † (1917)

Foi nomeado Núncio Apostólico na Baviera pelo Papa Bento XV em 20 de abril de 1917, três dias depois é nomeado arcebispo in partibus de Sardes, a sua ordenação se dá na Capela Sistina, pessoalmente pelo próprio papa, no dia 13 de maio de 1917, data das aparições da Virgem de Fátima, em plena Primeira Guerra Mundial. Começa o trabalho no momento da recepção da nota de 1 de agosto de 1917, de Bento XV, trabalhará tendo a paz e o auxílio às vítimas do conflito como principal objetivo, mas só obtém resultados decepcionantes. Esforça-se por conhecer bem a Igreja Católica na Alemanha, visita as dioceses e frequenta os principais eventos católicos como o Katholikentag. Tomou ao seu serviço a alemã irmã Pasqualina, que se tornou a sua governanta até final de sua vida.
Desde 1919, a Nunciatura na Baviera foi reconhecida como competente para toda a Alemanha. Em 23 de junho de 1920 é criada uma nunciatura na Alemanha (República de Weimar), Pacelli é então acreditado em Berlim ao mesmo tempo que recebe a Nunciatura da Prússia, tarefa que desempenhou até 1929. Nesta época toma conhecimento das discussões entre o Vaticano e a União Soviética. Em 1926, ordena bispo o jesuíta D'Herbigny, encarregado de constituir um clero na Rússia. As tentativas de negociação do Núncio em Berlim com emissários soviéticos, com a finalidade de garantir condições mínimas de sobrevivência para a Igreja na União Soviética, que tiveram início em 1924 e se prolongaram por mais de três anos resultaram em insucesso.
Para regularizar as relações da Santa Sé com outros Estados e defender as atividades católicas nestes países, exerce uma atividade diplomática intensa, assistiu e assinou várias concordatas com vários Estados: Letônia em 1922, Baviera em 1924, Polônia em 1925, Romênia em 1927, Prússia em 1929. Tais concordatas permitiam a Igreja Católica organizar grupos de jovens, fazer nomeações eclesiásticas, construir e manter escolas, hospitais e instituições de caridade, ou mesmo realizar serviços religiosos. Também asseguravam que o direito canónico seria reconhecido dentro de algumas áreas (por exemplo, decretos da Igreja na área de nulidade do casamento, etc.).

### O Cardeal Secretário de Estado

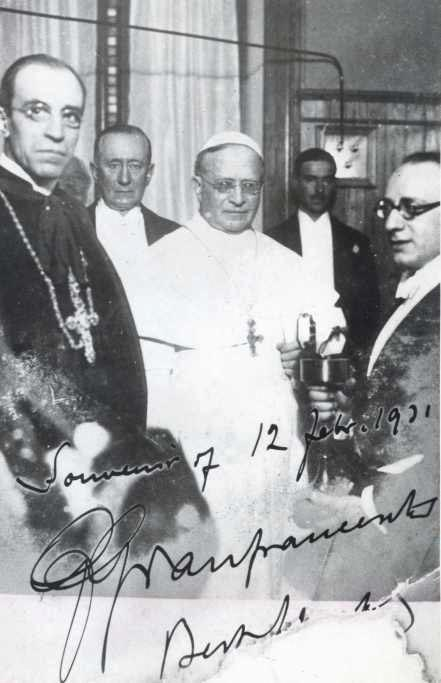
Pacelli e o Papa Pio XI por ocasião da inauguração da Rádio Vaticano, em 1931

Exerce a nunciatura na Alemanha até ser criado cardeal em 16 de dezembro de 1929 pelo Pio XI, com o título de Cardeal-presbítero de "São João e São Paulo". Em 8 de Fevereiro de 1930 é nomeado Secretário de Estado — por coincidência no mesmo dia que, em 1901, sem ter completado ainda vinte e cinco anos, atravessou pela primeira vez os umbrais da Secretaria de Estado — o cardeal Pacelli recebeu da Bulgária votos especiais, formulados por um idoso monge que invocava para ele a docilidade de David e a sabedoria de Salomão, quem escrevia ao futuro Papa Pio XII era aquele que lhe sucederia com o nome de João XXIII.
Por nove anos foi fiel e principal colaborador de Pio XI, numa época marcada pelo totalitarismo: os fascistas, nazistas e os comunistas soviéticos foram condenados, respectivamente, nas encíclicas Non abbiamo bisogno, Mit Brennender Sorge (Com profunda preocupação) e Divini Redemptoris e pela encíclica Firmissimam constantiam criticou as sangrentas perseguições do laicismo maçônico contra os católicos do México.
Juntamente com os Cardeais alemães Adolf Bertram, Michael von Faulhaber e Karl Joseph Schulte e os dois bispos alemães mais contrários ao regime, Clemens von Gallen e Konrad von Preysing e com a intervenção decidida do Cardeal Pacelli e dos seus auxiliares alemães Mons. Ludwig Kaas e dos jesuítas Robert Leiber e Augustin Bea chegou-se à encíclica Mit brennender Sorge que, ainda em 1937, condenou os erros do nazismo e sua ideologia racista e pagã.
Em 1935 foi nomeado Cardeal Camerlengo. Promove, ainda, a celebração de concordatas com a Áustria (1933), Alemanha (1933), Iugoslávia (1935) e Portugal (Concordata entre a Santa Sé e Portugal de 1940). Fez ainda visitas diplomáticas na Europa e América, incluindo uma longa visita aos Estados Unidos em 1936 onde se encontrou com Charles Coughlin e Franklin D. Roosevelt, que enviou interlocutores à Santa Sé em dezembro de 1939 para restabelecer relações diplomáticas que haviam sido rompidas desde 1870 quando o papa havia perdido o poder temporal. Os tratados de Latrão de 1929 foram concluídos antes de Pacelli se tornar Secretário de Estado.
Em abril de 1935, em resposta à nota da Embaixada da Espanha do dia 15 comunicando a Proclamação da República naquele país o Cardeal Secretário de Estado, depois de ouvida a Congregação para os Assuntos Eclesiásticos Extraordinários e obtida a aprovação de Pio XI emitiu nota diplomática do seguinte teor: A Santa Sé — disse Pacelli — "toma em consideração esta comunicação. Ela está disposta a secundar o Governo provisório na obra de manutenção da ordem, confiante de que também o Governo por seu lado respeitará os direitos da Igreja e dos católicos numa nação na qual a quase totalidade da população professa a Religião católica." Esta nota diplomática foi o ato formal de reconhecimento por parte da Santa Sé do Governo provisório da Segunda República espanhola.
Ainda em 1935, a 6 de dezembro, recebe o hábito dominicano, tornando-se membro da Ordem Terceira de São Domingos, em virtude da sua grande «grande admiração pela doutrina e santidade dos exímios doutores da Ordem, Tomás de Aquino e Alberto Magno, tomou para a sua vida dominicana o nome de ambos, querendo ficar-se chamando «Tomás-Alberto».

### As "folhas de audiência"
O Arquivo Secreto do Vaticano publicou em 2010 I "flogli di udienza" del cardinale Eugenio Pacelli segretario di Stato. Pacelli, durante o período que vai de 8 de fevereiro de 1930 a 10 de fevereiro de 1939 começou a tomar notas dos encontros com o Papa Pio XI, e depois também daqueles com os diplomatas e eclesiásticos, com uma frequência que se manteve quase cotidiana durante um decênio, até poucas horas antes da morte de Pio XI. Estas anotações foram conservadas pelo autor depois da eleição papal, contendo 2 627 folhas e documentam 1 956 audiências. São apontamentos destinados ao trabalho da Secretaria de Estado e da Cúria romana e eram até agora uma fonte desconhecida de interesse para a história contemporânea.

### No Brasil

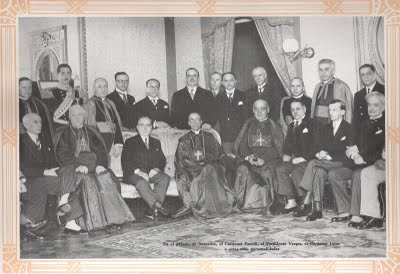
O Cardeal Pacelli, com Getúlio Vargas e Antônio Carlos no Palácio Itamaraty, Rio de Janeiro, 1934, de passagem para a Argentina

Nos dias 20 e 21 de outubro de 1934, o governo brasileiro recebeu a visita do Cardeal Eugenio Pacelli, que foi hospedado no Palácio do Catete, no Rio de Janeiro, na época capital da República, e visitou o monumento do Cristo Redentor. Para comemorar o evento foi determinada uma emissão de selos que foi confiada à Tipografia Alexandre Ribeiro & Cia, empresa local, que os imprimiu em curto espaço de tempo, para coincidir o seu lançamento com a chegada do cardeal ao país. Estes selos ficaram conhecidos na filatelia brasileira como os "selos Pacelli" e foram emitidos no valor de 300 Réis e 700 Réis.

### O Conclave
Em 2 de março de 1939, quando já se podia antever a nova conflagração mundial, no dia de seu 63.º aniversário, na terceira votação, Pacelli tornou-se o primeiro Secretário de Estado, desde o Papa Clemente IX em 1667, a ser eleito papa; escolheu o nome de Pio XII, na continuidade do pontificado precedente,  Pacelli foi ainda o primeiro Camerlengo desde Leão XIII em 1878, o primeiro membro da Cúria desde o Papa Gregório XVI (1831), o primeiro romano desde o Papa Clemente X em 1670 a ser eleito papa e também o primeiro papa a assumir o pontificado, através do primeiro conclave depois da ratificação do Tratado de Latrão em 11 de fevereiro de 1929.

## Brasão e Lema

Brasão pontifício de Pio XII

Brasão como Camerlengo no Conclave de 1939

## Pontificado

### Mit brennender Sorg
Entre 1933 e 1939, Pacelli emitiu 55 protestos de violações do Reichskonkordat. Mais notavelmente, no início de 1937, Pacelli pediu a vários cardeais alemães, incluindo o Cardeal Michael von Faulhaber que o auxiliassem na redação de um protesto contra as violações nazistas do Reichskonkordat, o que viria a se tornar em 1937 na encíclica de Pio XI conhecida como Mit brennender Sorge. A encíclica foi escrita em língua alemã e não em latim, língua dos documentos habituais e oficiais da Igreja Católica Romana. Secretamente distribuída por um exército de motociclistas foi lida em cada púlpito da Igreja Católica alemã no Domingo de Ramos de 1937, nele condenou o paganismo e a ideologia do Nazismo. Pio XI creditava a sua criação e redação a Pacelli. Foi a primeira denúncia oficial do nazismo feita por qualquer grande organização e resultou em perseguição da Igreja pelos nazistas enfurecidos que fecharam todas as  gráficas que participaram da impressão do documento e "tomaram inúmeras medidas vingativas contra a Igreja, incluindo a realização de uma longa série de ensaios sobre a imoralidade do clero católico". Em 10 de junho de 1941, o papa comentou sobre os problemas do Reichskonkordat em uma carta ao  bispo de Passau, na Baviera: "A história dos shows Reichskonkordat, que o outro lado não tinha os pré-requisitos mais básicos para aceitar as liberdades mínimas e direitos da Igreja, sem a qual a Igreja não pode simplesmente viver e operar, acordos formais, não obstante".

### O esforço pela paz
Nomeou seu Secretário de Estado o cardeal Maglione, antigo núncio em Paris. Evitar a guerra a todo custo foi a sua primeira preocupação. Pode-se dizer que Pio XII foi um dos principais protagonistas daqueles dias tão carregados de tragédia, porque procurou, com todas as suas forças, evitar a guerra. Tendo adquirido uma grande experiência diplomática, tem ciência de que o espera um dos mais agitados períodos da história.

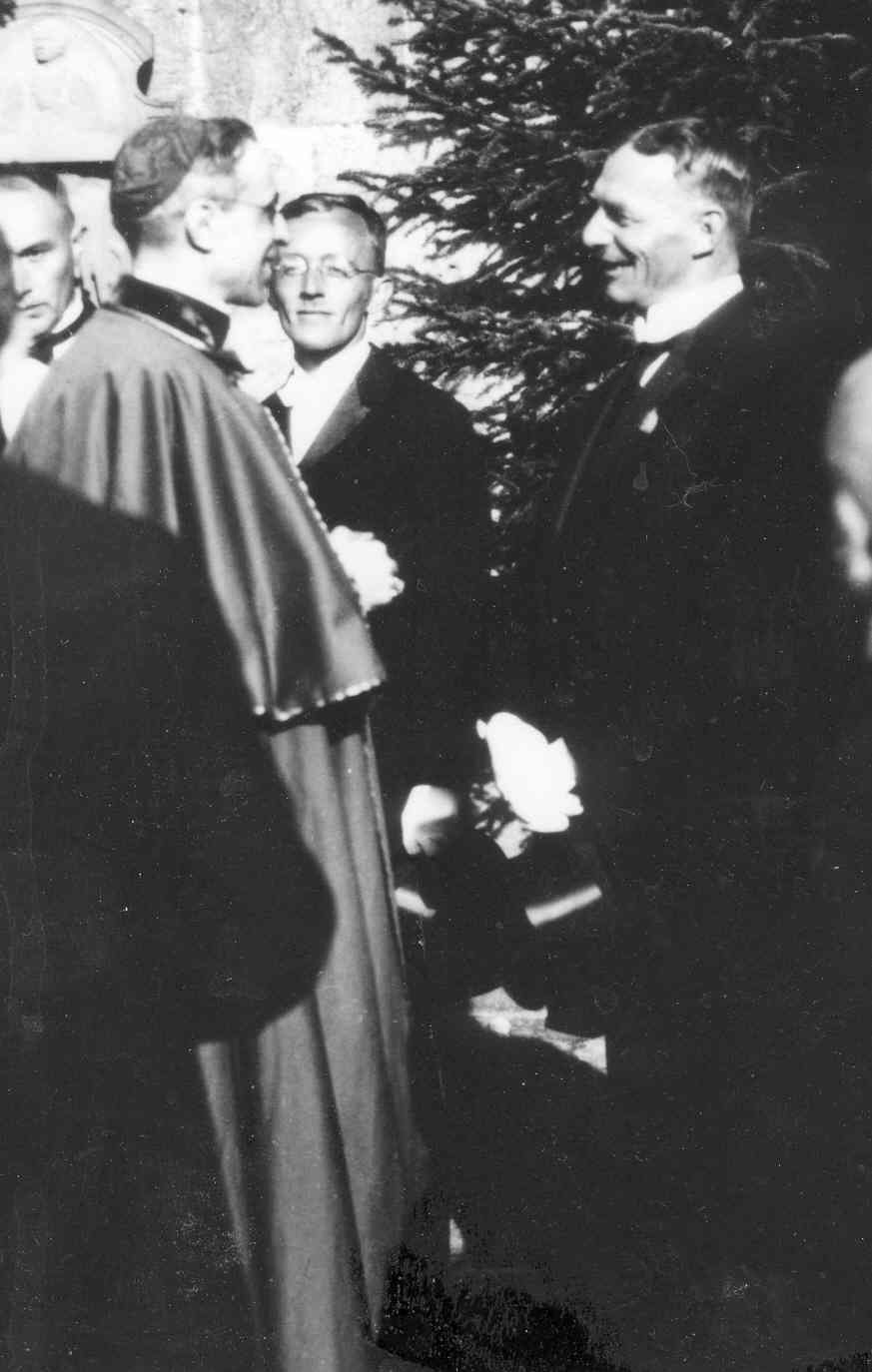
Pacelli, Núncio na Baviera, conversa com autoridades locais, 1922.

Na sua primeira intervenção radiofônica com a mensagem Dum gravissimum, em 3 de março de 1939, manifesta preocupação pelo quanto se temia então:
"Nestas ansiosas horas, enquanto muitas dificuldades parecem se opor à realização da verdadeira paz, que é a mais profunda aspiração de todos, levamos nossa súplica a Deus, uma oração especial por todos aqueles que têm a maior honra e o enorme peso de guiar o povo no caminho da prosperidade e do progresso civil." 
Em maio envia, sem sucesso, aos governos do Reino Unido, França, Polônia, Alemanha e Itália uma proposta para resolver, mediante uma reunião conjunta, os problemas inerentes à comprometida estabilidade política.
Dirigiu por rádio um novo apelo à paz no mundo: Iminente é o perigo, mas ainda é tempo. Nada é perdido com a paz. Tudo pode ser [perdido] com a guerra, era o seu brado naquela mensagem de rádio profética de 24 de agosto de 1939, a uma semana do início do conflito.
Em 20 de outubro de 1939 publica a sua primeira encíclica: Summi Pontificatus, em que exprime a sua angústia pelo sofrimento que cai sobre os indivíduos, famílias e toda a sociedade. Diz que a "hora das trevas" caiu sobre a humanidade, convida a todos a orar "para que a tempestade se acalme e sejam banidos os espíritos de discórdia que levaram a tão sangrento conflito." Recorre com frequência ao meio radiofônico para promover as suas mensagens, o mais moderno meio de comunicação de massa na época, são perto de duzentas mensagens radiodifundidas e dirigidas ao mundo em várias línguas, além de seus escritos.
Na noite de Natal de 1942, condenou a perseguição judia na sua famosa alocução de Natal. Igualmente, em 1943 pronunciou um importante discurso aos cardeais, em que reafirmou a sua condenação da política alemã. Como Bispo de Roma entrou em pessoa, em julho e agosto de 1943, nos populosos bairros de São Lourenço e São Giovanni para trazer conforto para as vítimas dos bombardeamentos anglo-americanos.

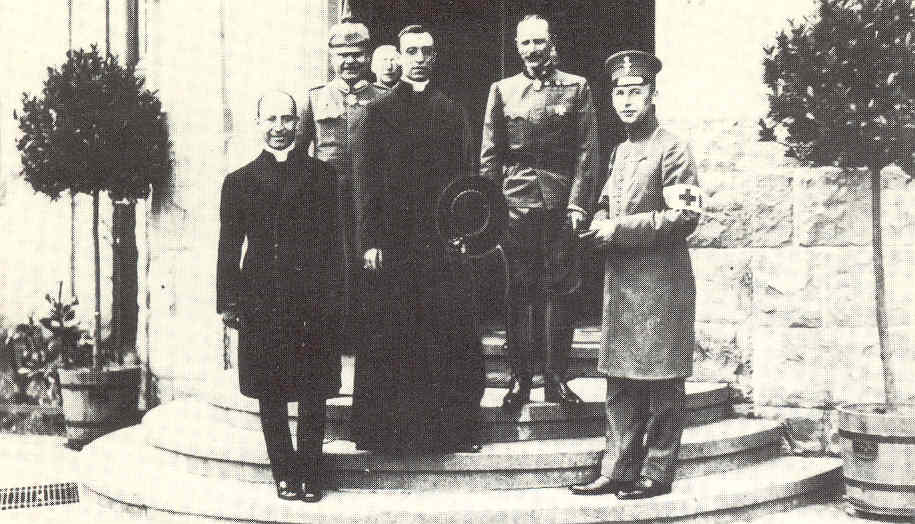
Pacelli após audiência com o Kaiser Guilherme II em 1917

Quando, em 10 de setembro de 1943 os nazistas invadiram Roma, o Papa abriu a Santa Sé aos refugiados, estimando-se que tenha concedido a cidadania do Vaticano a entre 800 mil e 1,5 milhão de pessoas, e nos meses em que Roma se encontrava sob ocupação alemã, Pio XII instruiu o clero italiano sobre como salvar vidas usando de todos os meios possíveis. Cento e cinquenta e cinco conventos e mosteiros em Roma deram asilo a aproximadamente cinco mil judeus. Pelo menos três mil encontraram refúgio na residência de verão do pontífice, em Castel Gandolfo. Sessenta judeus viveram por nove meses dentro da Universidade Gregoriana e muitos foram escondidos no subsolo do Pontifício Instituto Bíblico. Seguindo as instruções de Pio XII, muitos padres, monges, freiras, cardeais e bispos italianos empenharam-se para salvar milhares de vidas judias. O cardeal Boetto, de Gênova, salvou pelo menos oitocentas vidas. O bispo de Assis escondeu trezentos judeus por mais de dois anos. O bispo de Campagna e dois de seus parentes salvaram outros 961 em Fiume.
Hitler ameaçou sequestrar Pio XII. O general Karl Otto Wolff, das SS, recebeu ordem para ocupar o mais rapidamente possível o Vaticano, garantir a segurança dos arquivos e dos tesouros artísticos, e "transferir" (ou seja, sequestrar) o Papa, juntamente com a Cúria, para que não caíssem nas mãos dos Aliados e exercessem influência política. De acordo com historiadores, Hitler ordenou o sequestro porque ele tinha medo da possibilidade de Pio XII aumentar e agravar as suas críticas à perseguição judia levada a cabo pelos nazistas. Também temia que a oposição de Pio XII pudesse inspirar mais resistência e oposição à ocupação alemã na Itália e em outros países católicos. Nessa eventualidade, o Papa disse à Cúria que a sua captura pelos nazistas implicaria a sua resignação imediata, abrindo caminho à eleição de um sucessor. Os prelados teriam de se refugiar num país seguro e neutro, provavelmente Portugal, onde iriam restabelecer a liderança da Igreja Católica Romana e eleger um novo Papa.
Como consequência, e apesar do fato de Mussolini e dos fascistas terem cedido à exigência de Hitler de dar início às deportações também na Itália, muitos católicos italianos desobedeceram às ordens alemãs. É sabido que, enquanto cerca de 80% dos judeus europeus encontraram a morte durante a Segunda Guerra Mundial, 80% dos judeus italianos se salvaram.
Em 12 de março de 1944 profere a alocução Nella desolazione, dirigida aos "foragidos da guerra refugiados em Roma e aos habitantes da cidade reunidos na Praça de São Pedro" e em 2 de junho deste mesmo ano em outra alocução: È ormai passato, dirigida aos Cardeais repele mais uma vez a guerra. Em 29 de novembro de 1945 recebe no Vaticano oitenta delegados de campos de concentração alemães que foram pessoalmente manifestar o seu agradecimento pela "generosidade demonstrada pelo Santo Padre para com eles durante o terrível período do nazifascismo".

### Pós-guerra
Na sua radiomensagem Ecco alfine de 9 de maio de 1945 Pio XII reafirma o que tanto já vinha repetindo, que "só a paz e a segurança imposta sob justiça podem garantir ao povo um ordenamento público conforme as exigências fundamentais da consciência humana e cristã".
Diante do crescimento do comunismo soviético denuncia a violência exercida contra os povos eslavos na alocução Nell’accogliere, de 5 de junho de 1945 e reage contra a perseguição religiosa é exercida nessas regiões. Na Mensagem Ecce ego declinabo de 24 de dezembro de 1954 denuncia os males da Guerra Fria e na mensagem natalícia de 1955  Col cuore aperto rejeita mais uma vez de modo expresso a doutrina do comunismo afirmando-a contrária à doutrina cristã e ao direito natural.

### As eleições italianas de 1948

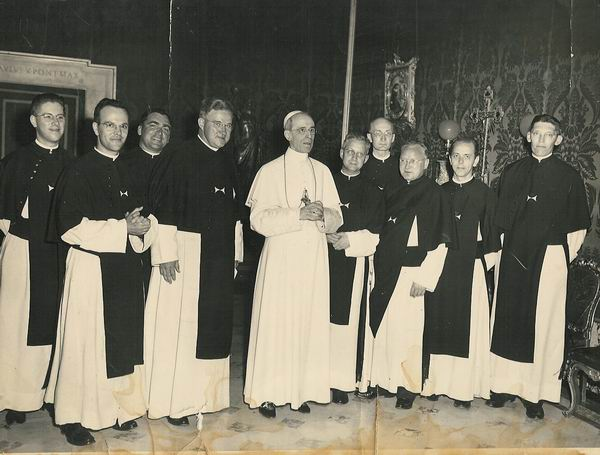
Papa Pio XII com Cônegos Regulares da Ordem da Santa Cruz durante uma audiência na Cidade do Vaticano.

Em fins de 1947, a Assembleia Constituinte italiana havia concluído o texto de uma nova constituição que entraria em vigor em 1 de janeiro de 1948. Haviam sido convocadas eleições gerais para 18 de abril de 1948, comunistas e socialistas coligaram-se contra a Democracia Cristã liderada por Alcide De Gasperi. À vista do bloqueio de Berlim naquele ano, a guerra fria entre a Rússia e as democracias ocidentais e a perseguição religiosa por trás da "cortina de ferro" levaram Pio XII a declarar que "soara a hora capital da consciência cristã". Em suas palavras "toda a nação estava em plena transmutação dos tempos, que requeria por parte da Cabeça e dos membros da Cristandade, suma vigilância, incansável diligência e uma ação abnegada".
Coerente com o magistério da Igreja que já condenava o marxismo como heresia desde antes do Papa Leão XIII e através da encíclica Rerum Novarum e de outros documentos pontifícios de seus sucessores, naquelas eleições prestou claro apoio a De Gasperi e à Democracia Cristã italiana que, afinal, saiu-se vitoriosa, e proibiu o clero católico de votar no PCI (Partito Communista D'Italia) o que, segundo seus críticos, seria mostra de seu viés conservador.
Na verdade, Pio XII se empenhara naquela eleição e com ele toda a Igreja Católica para garantir a vitória da Democracia Cristã na Itália e evitar que sucedesse na nascente democracia italiana o que vinha ocorrendo então, na denominada Cortina de Ferro. Em 1949, ordenou a publicação do Decreto contra o Comunismo, que levou à excomunhão de católicos que defendiam abertamente o comunismo. Também condenou o comunismo em outras ocasiões, como por exemplo na Carta Apostólica Dum maerenti animo — A Igreja perseguida na Europa do Leste (29 de junho de 1956) e na Carta Apostólica "Sacro vergente anno" — Consagração da Rússia ao Coração Imaculado de Maria (7 de julho de 1952).

### Beatificações e canonizações
No seu pontificado, o Papa Pio XII canonizou oito santos, incluindo o Papa Pio X, e beatificou cinco pessoas. No seguimento dos pedidos de Jesus feitos à Beata Alexandrina de Balazar e posteriormente endereçados para o Vaticano pelo seu diretor espiritual, o Padre Mariano Pinho, Pio XII efetuou a consagração do mundo ao Imaculado Coração de Maria em 1942.

## Falecimento
Pio XII faleceu em 1958, vítima de uma parada cardíaca, após alguns dias de uma deterioração súbita de sua saúde. Antes de ser exposto para a despedida dos fiéis no Vaticano, o corpo do católico foi velado por cardeais no Castel Gandolfo, a residência de verão do pontífice. Antes de sua morte, Pio XII foi convencido a passar por um método supostamente inovador para o embalsamento, denominada osmose aromática, visto que o Papa não queria ter seus órgãos removidos após a morte. O oftalmologista Riccardo Galeazzi-Lisi, chefe da equipe médica do Vaticano, disse ter replicado a técnica utilizada por figuras importantes, como o Rei Carlos Magno, de maneira eficiente. O método consistia de em permitir ao corpo do papa absorver resinas voláteis e certos óleos e outras substâncias com ação desoxidante. Nenhuma injeção foi aplicada, e um lençol de celofane foi colocado e deixado sobre o corpo por vinte horas. Riccardo dizia em entrevistas que o método seria tão bom que não havia necessidade de desnudar o corpo, apesar de suas vestes terem sido trocadas. A ideia de Galeazzi-Lisi contradizia as técnicas tradicionais de embalsamento, que consistem em remover o sangue, aplicar fluido a base de formol nas artérias e deixar o cadáver frio – diferente de adicionar mais líquidos e deixá-lo em ambiente abafado.
Porém, logo na primeira madrugada após a aplicação da técnica, na Sala dos Guardas Suíços do palácio de Castel Gandolfo, sob o calor do início de outono na Itália, os presentes perceberam que algo de errado. Os gases do processo de decomposição começaram a se acumular e inchar o tórax do Pio XII, que sempre foi magro. Algumas fontes presentes em Castel Gandolfo diziam que o corpo do papa ficou esverdeada, e alguns guardas passaram mal com o cheiro, com os responsáveis por guardar o cadáver se alternando a cada 15 minutos para resistir ao odor. Durante o traslado do corpo até a Basílica de São Pedro, pouco antes de entrar em Roma, os ocupantes do carro funerário cedido pela prefeitura ouviram um estrondo de explosão vindo do caixão. Inicialmente, pensavam que um pneu havia furado, mas ao verificar o carro, viram que o corpo literalmente se despedaçou. Alguns relatos dizem que até o septo nasal de Pio XII chegou a cair. A boca também se esticou, formando um sorriso descrito como assustador.
O caixão foi coberto e passou por operações de emergência com tanatopraxistas, especialistas em conservação de cadáveres para funerais. Ele passou por um novo processo de embalsamento, mas o inchaço no tórax persistiu até o fim do funeral. Ao chegar à Basílica, uma equipe de tanatopraxistas foi chamada para realizar um embalsamamento de emergência. Eles removeram o corpo do caixão, aplicaram técnicas tradicionais de preservação e usaram uma máscara de cera e látex para minimizar os efeitos visíveis da decomposição - como os olhos fundos e o nariz descolado. Apesar dos esforços, o aspecto do corpo ainda revelava o ocorrido.
Galeazzi-Lisi, responsável pela catástrofe, se tornou persona non grata na Cidade do Vaticano. Além disso, por ter vendido fotos do papa em tratamento de saúde a revistas e jornais da época, levou o título de "primeiro médico corrupto", antes mesmo do conclave que elegeria João XXIII, como sucessor do Papa Pacelli.
Seu método, naturalmente, nunca mais foi utilizado em outro pontífice. Riccardo Galeazzi-Lisi morreu em 1968, a tempo de ver ainda o funeral de João XXIII, um trabalho de tanatopraxia considerado impecável pelos pares.

## Processo de Beatificação

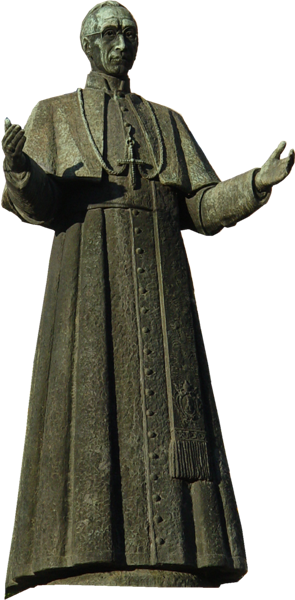
Estátua de Pio XII em Braga, Portugal

Em 1965 o Papa Paulo VI deu início à causa da sua beatificação anunciando o fato durante o Concílio Vaticano II. No dia 8 de maio de 2007, a Congregação para a Causa dos Santos, à unanimidade, reconheceu que Pio XII praticou as virtudes teologais e as virtudes humanas em grau de heroísmo, submetendo a Papa Bento XVI a decisão de declará-lo Venerável, último estágio que antecede à declaração de beato. A Congregação revisou três mil páginas de documentos e testemunhos sobre a vida de Pio XII. Porém, em dezembro de 2007, Bento XVI determinou o estudo mais aprofundado de alguns documentos para o que criou uma comissão dentro da sua Secretaria de Estado, o que implica num retardamento na tramitação do processo.
Em 2008, Bento XVI, celebrando na Basílica de São Pedro os 50 anos da morte do servo de Deus Pio XII, exortou a rezar a fim de que continue felizmente a causa de beatificação.
No dia 19 de dezembro de 2009 o Papa Bento XVI proclamou-o "Venerável", ao promulgar o decreto que reconhece as virtudes heroicas do Servo de Deus Pio XII, um importante passo dentro do processo de beatificação, que fica aguardando somente a existência de um milagre realizado pela intercessão do Papa Pacelli.

## Concílio Vaticano II
Segundo o Papa Bento XVI, depois das Sagradas Escrituras, o Papa Pio XII é o autor ou fonte autorizada mais citada nos documentos do Concílio Vaticano II (1962-1965). Bento XVI considera que não é possível entender o Concílio Vaticano II sem levar em conta o magistério de Pio XII. (…) A herança do magistério de Pio XII foi recolhida pelo Concílio Vaticano II e proposta às gerações cristãs posteriores.
Nas intervenções orais e escritas se encontram mais de mil referências ao magistério de Pio XII e o seu nome aparece mencionado em mais de duzentas notas explicativas dos documentos do Concílio, estas notas com frequência constituem autênticas partes integrantes dos textos conciliares; não só oferecem justificativas de apoio para o que afirma o texto, mas também oferecem uma chave de interpretação, disse o Papa Bento XVI no discurso que dirigiu aos participantes do congresso sobre "A herança do magistério de Pio XII e o Concílio Vaticano II", promovido pelas universidades pontifícias Gregoriana e Lateranense, no 50.º aniversário da morte de Pio XII (2008).
Como por exemplo, os conceitos e as ideias expressas na encíclica Mystici Corporis Christi, do Papa Pio XII, influenciaram fortemente a redação da constituição dogmática Lumen Gentium, que trata da natureza e da constituição da Igreja. Este documento do Concílio Vaticano II usou e defendeu o conceito de Igreja expresso nesta encíclica (a Igreja como Corpo místico de Cristo), que era baseado na teologia de São Paulo.

## Encíclicas e documentos

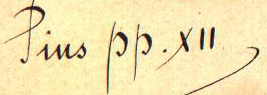
Assinatura de Pio XII

Foi autor de 43 encíclicas e de muitos outros documentos, alocuções e mensagens papais. Entre as suas mais representativas mensagens estão:
- Summi pontificatus: Programa do pontificado, 1939;
- La Solennità della Pentecoste: No 50º aniversário da Rerum Novarum, 1941 (Radiomensagem);
- Mystici Corporis Christi: Encíclica sobre o Corpo Místico de Cristo, 1943;
- Divino afflante Spiritu: Sobre os estudos bíblicos, no 50º aniversário da encíclica Providentissimus Deus, 1943;
- Ecco alfine terminata: Radiomensagem sobre o fim da II Guerra Mundial na Europa, 1945;
- Communium Interpretes Doloraum: Apelo à oração pela Paz, 1945;
- Quemadmodum: Encíclica sobre a assistência a dar às crianças indigentes, 1946;
- Fulgens Radiatur: Encíclica sobre São Bento, 1947;
- Mediator Dei: Sagrada Liturgia, 1947;
- Optatissima pax: Encíclica em que são pedidas orações públicas para obter a concórdia entre os povos, 1947;
- Auspicia Quaedam: Oração pública pela paz mundial e o Problema da Palestina, 1948;
- In Multiplicibus Curis: Oração pela paz na Palestina, 1948;
- Decretum Contra Communismum: Decreto do Santo Ofício que excomunga automaticamente os católicos que colaborarem com o comunismo ou o socialismo, 1949;
- Redemptoris Nostri Cruciatus: Sobre os Lugares Santos da Palestina, 1949;
- Anni Sacri: Encíclica com a qual se pedem orações públicas para uma renovação cristã dos costumes e para a concórdia entre os povos, 1950;
- Humani Generis: Sobre falsas opiniões ameaçando os fundamentos da Doutrina Católica, 1950;
- Menti Nostrae: Exortação Apostólica sobre a santidade da vida sacerdotal, 1950;
- Munificentissimus Deus: fixa o dogma da Assunção da Virgem Maria, em corpo e alma ao céu, 1950;
- Sempiternus Rex: Encíclica sobre o XV centenário do Concílio Ecumênico de Calcedônia, 1951;
- Ingruentium Malorum: Sobre a recitação do Santo Rosário, especialmente no mês de Outubro, 1951;
- Doctor Mellifuus: Encíclica sobre o VIII centenário da morte de São Bernardo de Claraval, 1953;
- Fulgens Corona: Proclama o Ano Mariano na Comemoração do Centenário da Definição do Dogma da Imaculada Conceição, 1953;
- Sacra virginitas: Encíclica sobre a sagrada virgindade, 1954;
- Ecclesiae fastos: Encíclica no XII centenário da morte de São Bonifácio, bispo e mártir, 1954;
- Ad Caeli Reginam: Encíclica sobre a Realeza da Virgem Maria, 1954;
- Musicae sacrae disciplina: Encíclica sobre a música sacra, 1955;
- Haurietis aquas: sobre o culto do Sagrado Coração de Jesus, 1956;
- Datis Nuperrime: Lamenta os acontecimentos na Hungria, e condena o uso da força, 1956;
- Le Pèlerinage de Lourdes: Encíclica sobre o centenário das aparições da Virgem Maria em Lourdes, 1957;
- Miranda Prorsus: Sobre o Cinema, Rádio e Televisão, 1957;
- Ad Apostolorum Principis: Sobre as dificuldades da Igreja Católica na República Popular da China, 1958;
- Meminisse iuvat: Pela paz no mundo e liberdade da Igreja, 1958.

## Na cultura popular

### Cinema
Sob a direção de Marcus Rosenmüller, foi produzido entre 2009 e 2010, o filme para TV Gottes mächtige Dienerin ("A poderosa servidora de Deus"), sobre a vida da irmã Pascalina, que esteve por 40 anos ao serviço, primeiro do núncio Pacelli e, depois da eleição deste como Papa, de Pio XII.
Há também o filme "Pastor Angelicus", produzido pela TV italiana, em que o próprio Pio XII atua. O título deriva das profecias de São Malaquias.
Em 2002, foi lançado o filme Amen., do cineasta Costa Gavras, que trata da suposta postura omissa de Pio XII e da Igreja Católica frente ao nazismo.
Em 2015, foi lançado o filme Shades of Truth, da cineasta Liana Marabini, que defende o fato de Pio XII ser o "Papa dos Judeus" ao invés de o "Papa de Hitler".

## Críticas, prós e contra
Seu papel durante a Segunda Guerra Mundial, no entanto, para vários de seus críticos é controverso. Por outro lado, o seu silêncio durante os primeiros anos da guerra foi reconhecido por muitos historiadores como útil para salvar inumeráveis vidas humanas.
Porém, apesar de ninguém considerar a Cúria Papal um exército, nem vê o Papa como um general a quem se recorre para complicadas operações de salvamento e resgate, mas sim acredita ser a Igreja Católica uma força ética e uma reserva moral do Ocidente, de quem espera-se que aja em favor das vítimas justo nesses momentos terríveis. Segundo a visão de seus críticos, ela teria se omitido. Tampouco se tem notícia de manifestações públicas ostensivas no mesmo sentido seja da Cruz Vermelha Internacional, seja de organizações judaicas americanas que não agiram diferentemente.
O que é geralmente aceito é que seguiu uma política neutra à semelhança do que o Papa Bento XV havia feito na Primeira Guerra Mundial. O principal argumento tinha duas razões: a condenação pública de Adolf Hitler e do nazismo trariam pouco ou nenhum benefício ao desenrolar da guerra, já que seria certamente censurada na Alemanha e desconhecida para os católicos alemães (embora já houvesse na década anterior à guerra declarações de que catolicismo e nazismo eram incompatíveis); segundo, isso poderia desencadear uma forte perseguição religiosa aos católicos alemães, cortando as rotas de fuga usadas por opositores do nazismo, judeus e ciganos.

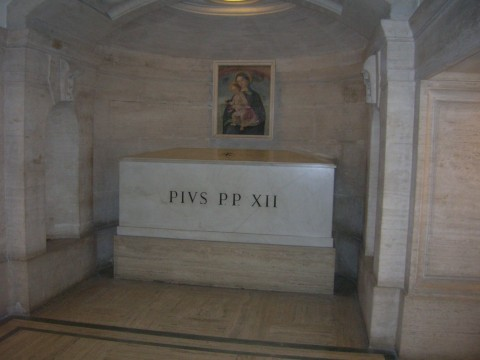
Túmulo de Pio XII na Basílica de São Pedro

Robert Kempner, referindo-se à sua própria experiência durante o processo de Nuremberg, afirmou em uma carta à redação, depois de o "Commentary" ter publicado um trecho do livro de Guenter Lewy em 1964: "Qualquer movimento de propaganda da Igreja Católica contra o Reich hitlerista não só teria sido um 'suicídio voluntário' (…) mas teria também acelerado a execução capital de um maior número de judeus e sacerdotes".
Segundo o diplomata e historiador judeu Pinchas Lapide, que foi cônsul em Milão, na sua obra "Three Popes and Jews" (Londres, 1967), "Pio XII, a Santa Sé, os núncios do Vaticano e toda a Igreja Católica teriam salvo de 700 000 a 850 000 hebreus da morte certa, no regime nazista".
Em 23 de dezembro de 1940 na revista "Time" Albert Einstein afirmava: "Somente a Igreja ousou opor-se à campanha de Hitler de suprimir a verdade. Nunca tive um interesse especial pela Igreja antes, mas agora sinto um grande afeto e admiração porque somente a Igreja teve a coragem e a força constante de estar da parte da verdade intelectual e da liberdade moral".
Por ocasião de sua morte o mundo prestou-lhe extraordinárias homenagens. Eisenhower, então presidente dos Estados Unidos declarou: "O mundo tornou-se mais pobre depois de sua morte". De sua parte a então ministra do Exterior de Israel e mais tarde primeira-ministra Golda Meir afirmou: "Nós choramos um grande servidor da paz" e, ainda, que na ocasião do "terrível martírio que se abateu sobre nosso povo, a voz do Papa se elevou em favor de suas vítimas". Certo é que o Papa desenvolveu na sombra uma forte campanha de apoio aos judeus, e os seus críticos, todavia, não perdoam o fato de ter mantido silêncio, ao não falar publicamente contra o nazismo durante a guerra, por temer represálias nazistas contra os católicos e os judeus.
Provas escritas de ordem direta de Pio XII para proteger os judeus foram encontradas no Memorial das Religiosas Agustinas do mosteiro romano "Dei Santissimi Quattro Coronati" onde se lê: "O Santo Padre quer salvar os seus filhos, também os Judeus, e ordena que em todos os Mosteiros se dê hospitalidade a estes perseguidos". A anotação é de novembro de 1943 e inclui a lista de 24 pessoas acolhidas neste Mosteiro como adesão ao desejo do Sumo Pontífice.
A Pave the Way Foundation, uma fundação que se dedica à promoção da paz no mundo por meio do diálogo inter-religioso, liderada pelo judeu Gary Lewis Krupp comunicou, em setembro de 2009, ao Papa Bento XVI uma iniciativa que busca dar a Pio XII o título de "Justo entre as Nações" — o que seria equivalente ao reconhecimento que faz a Igreja Católica dos santos — e assim colocar o seu nome no elenco do conhecido jardim dos justos no Yad Vashem de Jerusalém.
Em fevereiro de 2020, o Papa Francisco anunciou que os arquivos secretos do Vaticano sobre o pontificado de Pio XII, inclusive o período da Segunda Guerra Mundial, seriam abertos e divulgados em março desse ano. A divulgação desses arquivos, mantidos em segredo desde 1939, é uma resposta à reivindicação antiga de muitos grupos judaicos. Para o Papa Francisco, as decisões de Pio XII "poderão parecer para alguns como uma relutância, mas foram, de fato, tentativas (…) de manter, em tempos de profunda escuridão e crueldade, a pequena chama de iniciativas humanitárias, da diplomacia oculta, mas ativa".

## Ordenações[48]

### Ordenações episcopais
Foi o principal sagrante dos seguintes bispos:
- Johann Evangelist Erich Müller † (1923)
- Michel-Joseph Bourguignon d’Herbigny, S.J. † (1926)
- Giuseppe Pizzardo † (1930)
- Alois Scheiwiler † (1930)
- Louis Centoz † (1932)
- Francis Spellman † (1932)
- Alois Hudal † (1933)
- Albert Levame † (1934)
- Carlo Serena † (1935)
- Antonino Arata † (1935)
- Saverio Ritter † (1935)
- Alcide Giuseppe Marina, C.M. † (1936)
- Maurilio Silvani † (1936)
- Eugène-Gabriel-Gervais-Laurent Tisserant † (1937)
- Efrem Forni † (1938)
- Aldo Laghi † (1938)
- Joseph Meile † (1938)
- Thomas Roch Agniswami, S.J. † (1939)
- Louis La Ravoire Morrow, S.D.B. † (1939)
- Ignace Ramarosandratana † (1939)
- Joseph Nakabaale Kiwánuka, M. Afr. † (1939)
- James Colbert † (1939)
- Jean Larregain, M.E.P. † (1939)
- Blasius Sigibald Kurz, O.F.M. † (1939)
- Henri Martin Mekkelholt, S.C.I. † (1939)
- Thomas Tien Ken-sin, S.V.D. † (1939)
- William Francis O’Shea, M.M. † (1939)
- Urbanus Stephanus Mauritius Cornelius Morlion, M. Afr. † (1939)
- Francesco Benedetto Cialeo, O.P. † (1939)
- Carlo Confalonieri † (1941)